# Maria Schnee (Markt Rettenbach)

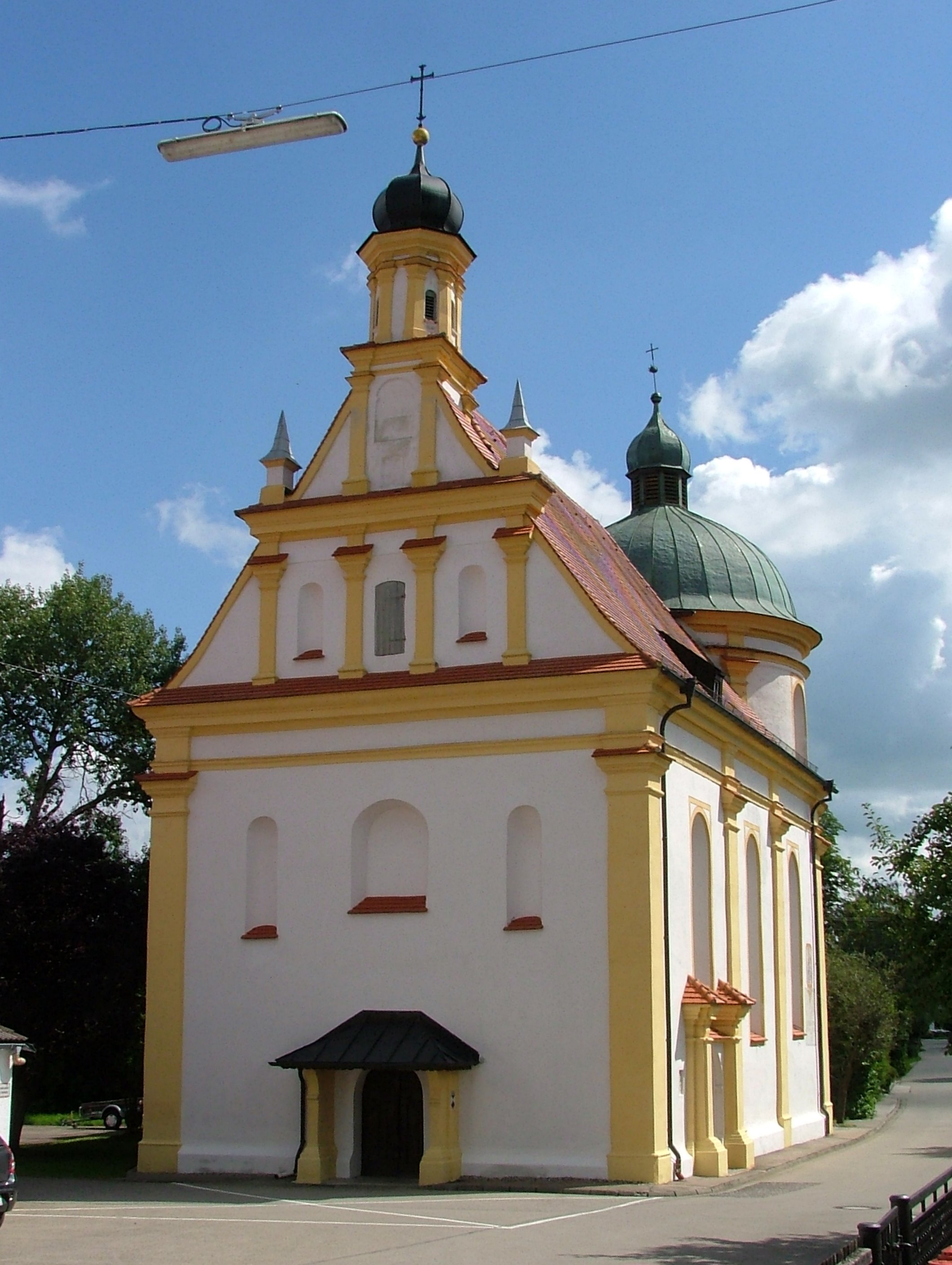
Maria Schnee

Die Wallfahrtskirche Maria Schnee, eine der bedeutendsten Wallfahrtskirchen Mittelschwabens, befindet sich westlich des Ortes Markt Rettenbach an der alten Straße nach Ottobeuren.

## Patrozinium Maria Schnee
Das Fest Maria Schnee am 5. August geht auf einen Traum eines römischen kinderlosen Ehepaares zurück, das der Jungfrau Maria versprochen hatte, sein Vermögen der Kirche zu vermachen. In dem Traum forderte die Gottesmutter das Ehepaar auf, dort eine Kirche zu bauen, wo am nächsten Tag Schnee liegen werde. Tags darauf bedeckte den Esquilin, einen der sieben Hügel Roms, eine leichte Schneedecke. An dieser Stelle wurde die Kirche Santa Maria Maggiore gebaut.

## Baubeschreibung

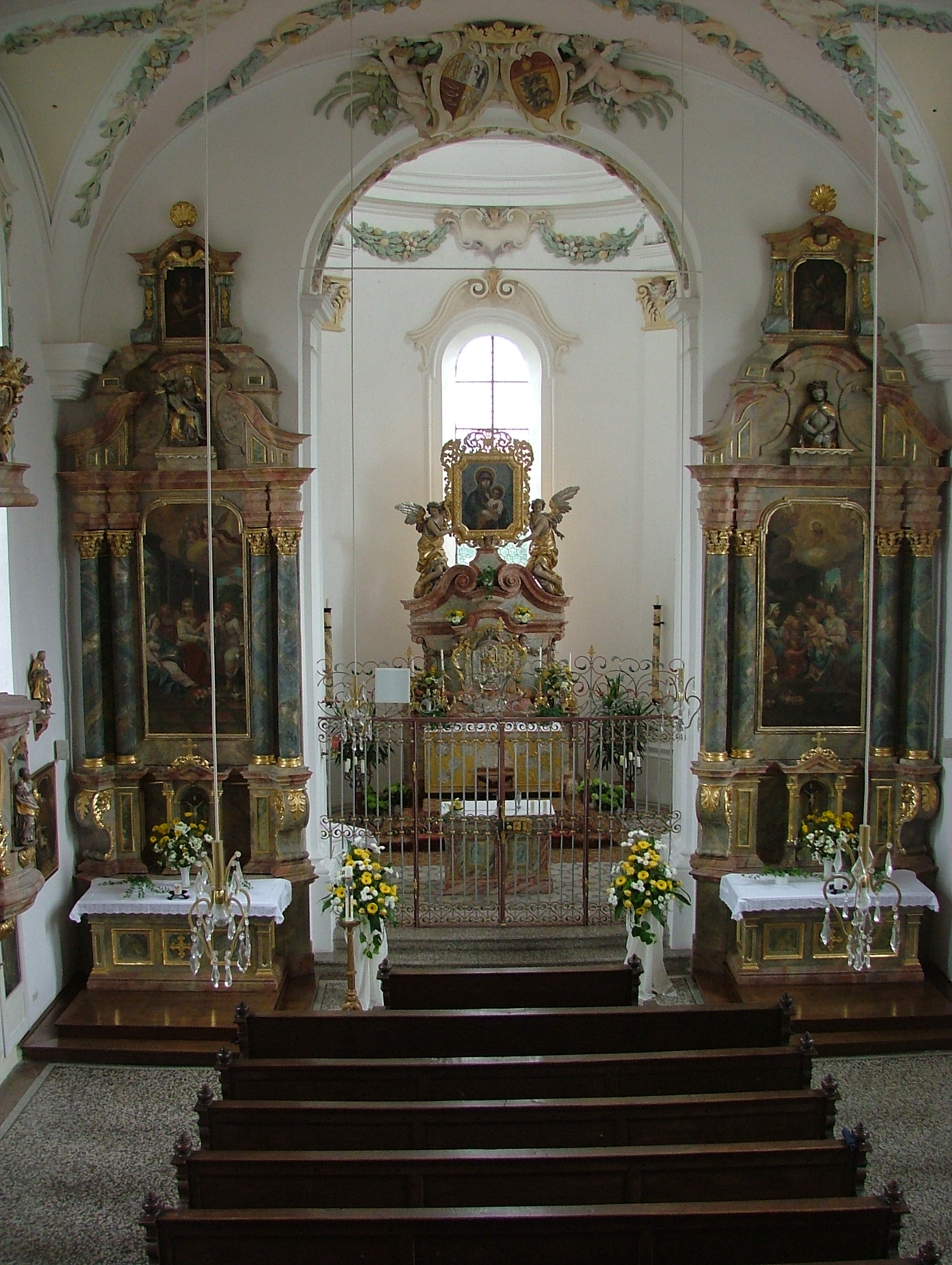
Innenansicht

Die Kapelle Maria Schnee ist ein Putzbau, dessen Chor als selbstständiger Zentralbau ausgebildet ist mit einem Grundriss in der Form eines Dreiviertelkreises. Das Langhaus wird von einem Satteldach abgeschlossen. Der Außenbau ist wohl eine freie Nachbildung der Kirche von Klosterlechfeld südlich von Augsburg. Ein dreigeschossiges Haus als nördlicher Anbau diente ehemals einem Eremiten als Klause, im Erdgeschoss ist die Sakristei untergebracht.

## Bau- und Wallfahrtsgeschichte
Nach dem Dreißigjährigen Krieg fasste Johannes Herz, ein Bürger von Markt Rettenbach, den Plan, als Dank für die Erlösung von Krieg und Pest eine Kapelle zu errichten. 1646 wurde mit dem Bau begonnen und 1654 war er vollendet. Es war eine Holzkonstruktion mit Chor, Langhaus und Turm und stand auf dem Platz der heutigen Kapelle.
Es begann eine immer größer werdende Wallfahrt zu dem nach dem Altarbild Maria Schnee genannten Gotteshaus. Bald war es zu klein und am 29. April 1706 wurde der Grundstein für eine neue geräumige Kapelle gelegt. Fertigstellung und Weihe erfolgten am 12. Mai 1710. Kunstgeschichtlich interessant ist das Bauwerk, weil der Wessobrunner Maler und Stuckateur Johann Baptist Zimmermann dort seine ersten Werke schuf.

## Rundgang
Man betritt die Kapelle durch das südliche Portal. Der Stuck im Gewölbe von der Anfangszeit des Barock besteht aus Girlanden, Muscheln und Putten, Blumensträußen und Fensterbekrönungen. In der Mitte des Langhauses trägt die Glorie ein Christusmonogramm (IHS). Vier große Stuckengel halten die kräftigen Rahmen der Deckengemälde. Den Hochaltar unter der Kuppel trennt ein schmiedeeisernes Gitter vom Hauptraum. Über dem Altar befindet sich, umstrahlt vom Licht des Ostfensters, die dreihundert Jahre alte Kopie des Gnadenbildes Maria Maggiore in Rom in einem vergoldeten Bilderrahmen, den zwei Engel halten. Die Zwickel der Chorkuppel enthalten die vier marianischen Allegorien aus der Lauretanischen Litanei. In die Nordwand ist eine Lourdesgrotte aus dem Jahre 1886 eingelassen. Aus demselben Jahr stammt das Mosaikpflaster der Kirche in Terrazzo. An der Südseite der Kirche ist außen eine Marmortafel eingemauert zur Erinnerung an den letzten Eremiten Frater Theophilus Müller, der vierundsechzigjährig 1763 im Rufe der Frömmigkeit verstarb.

## Galerie

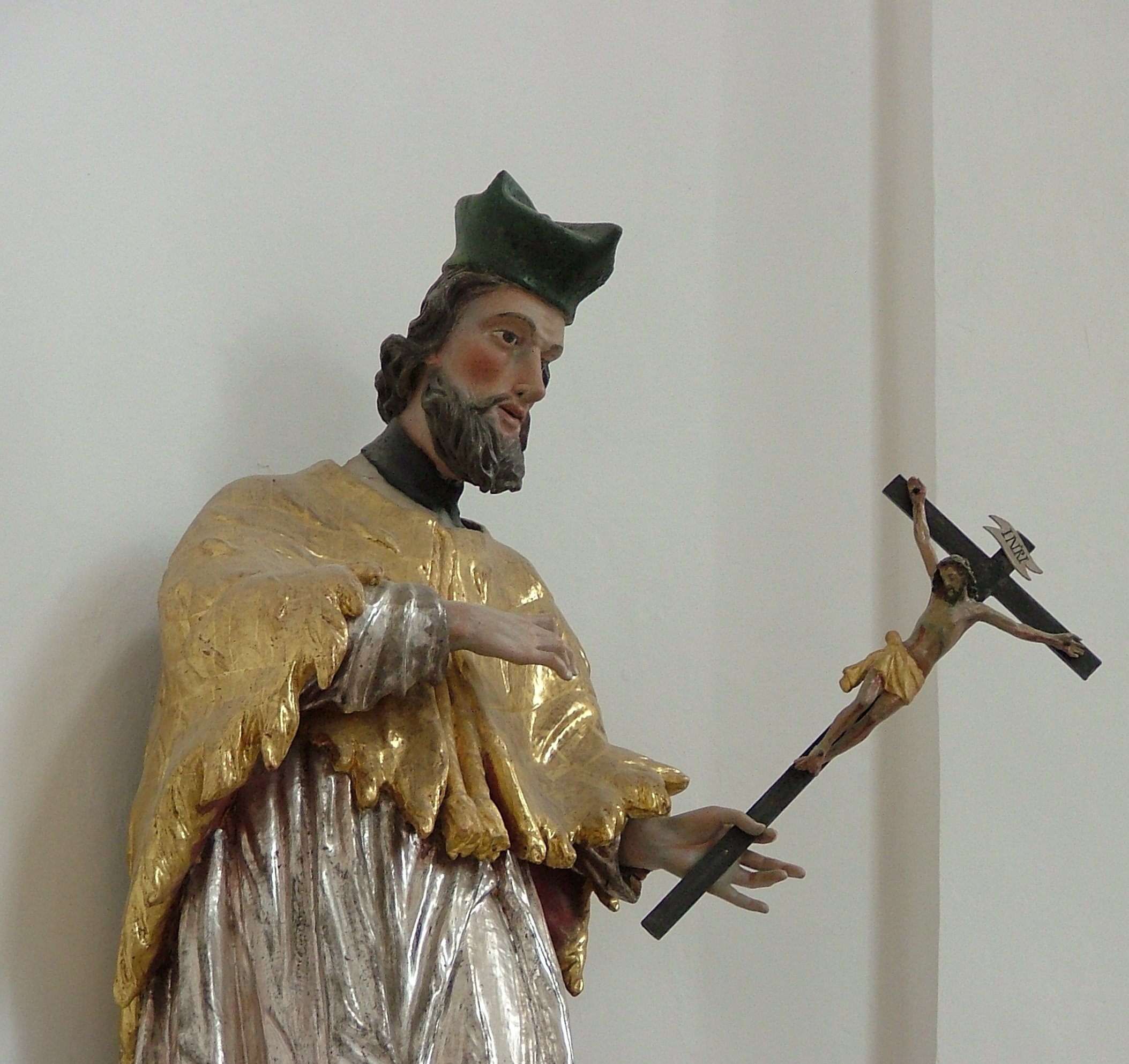
Johannes Nepomuk
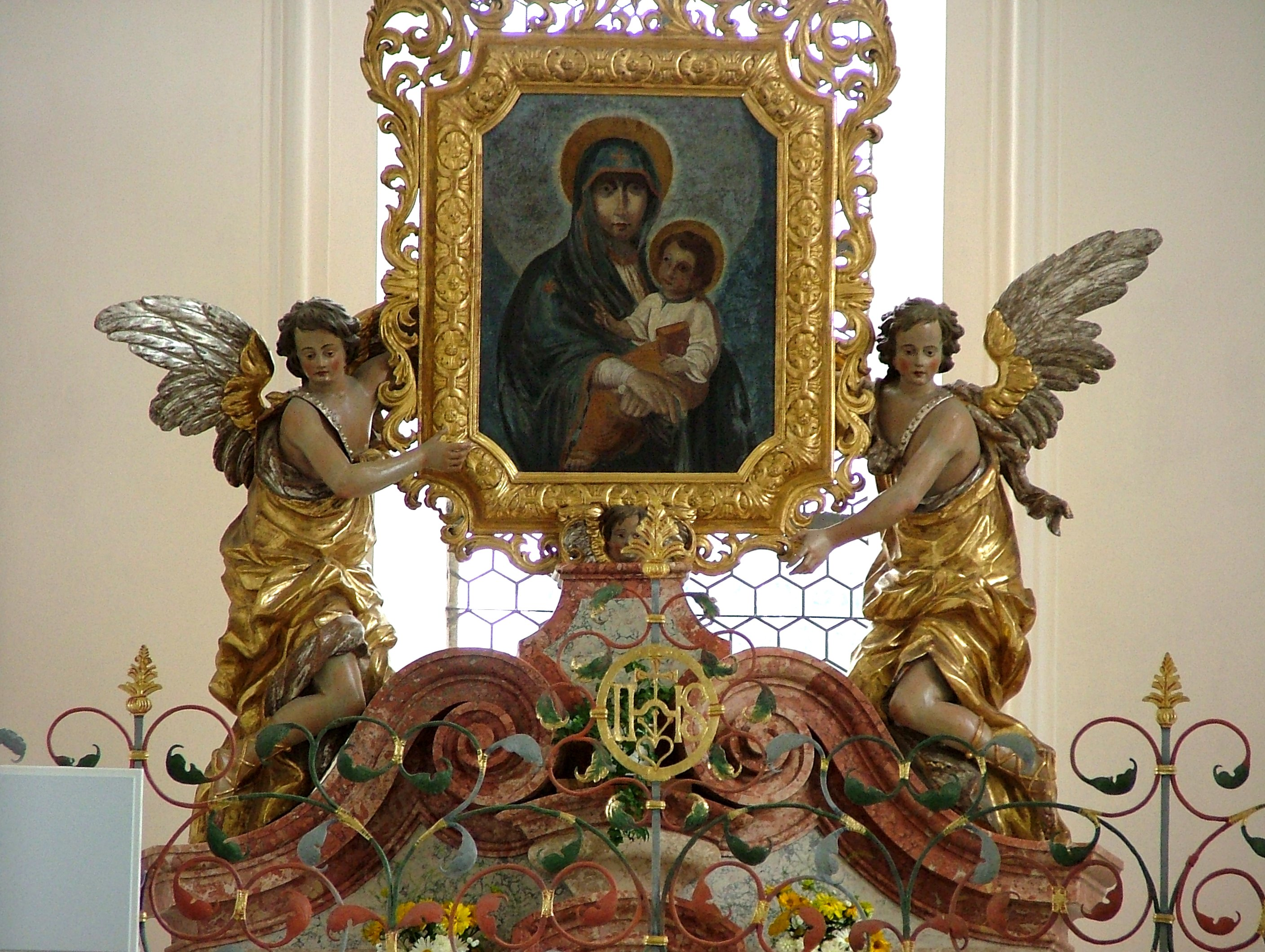
Zwei Engel halten das Gnadenbild
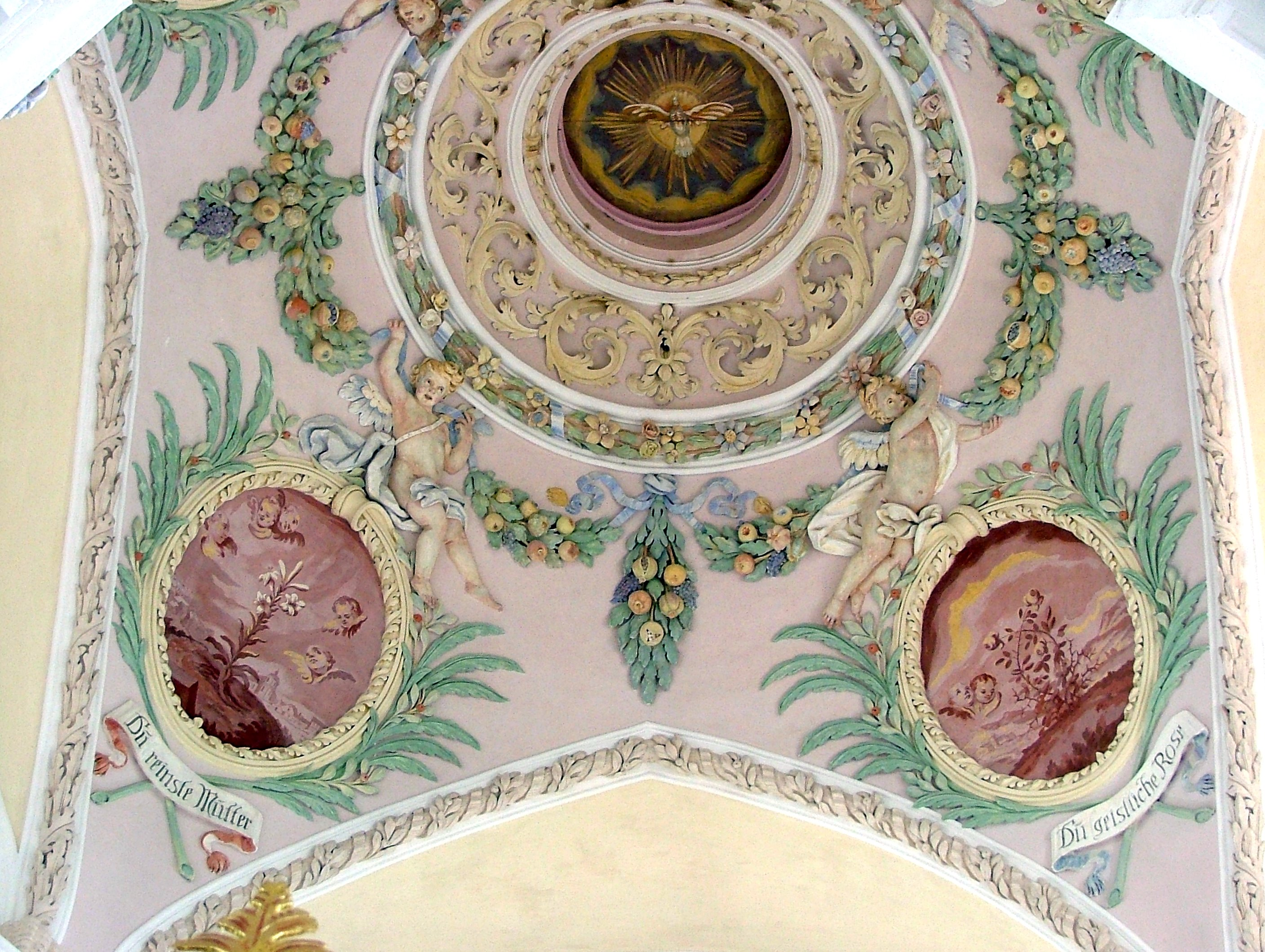
Kuppel mit den vier marianischen Allegorien
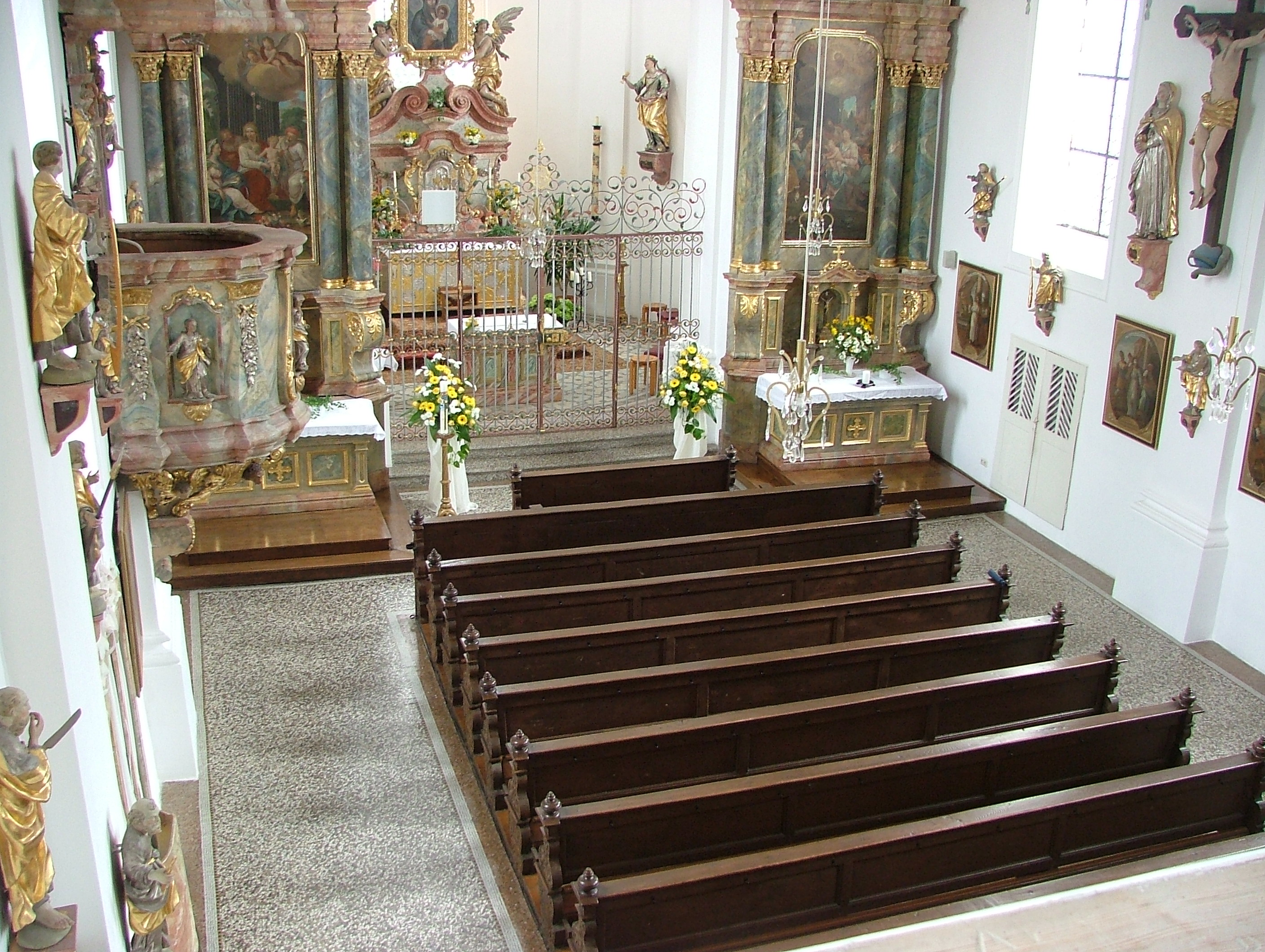
Blick von der Empore
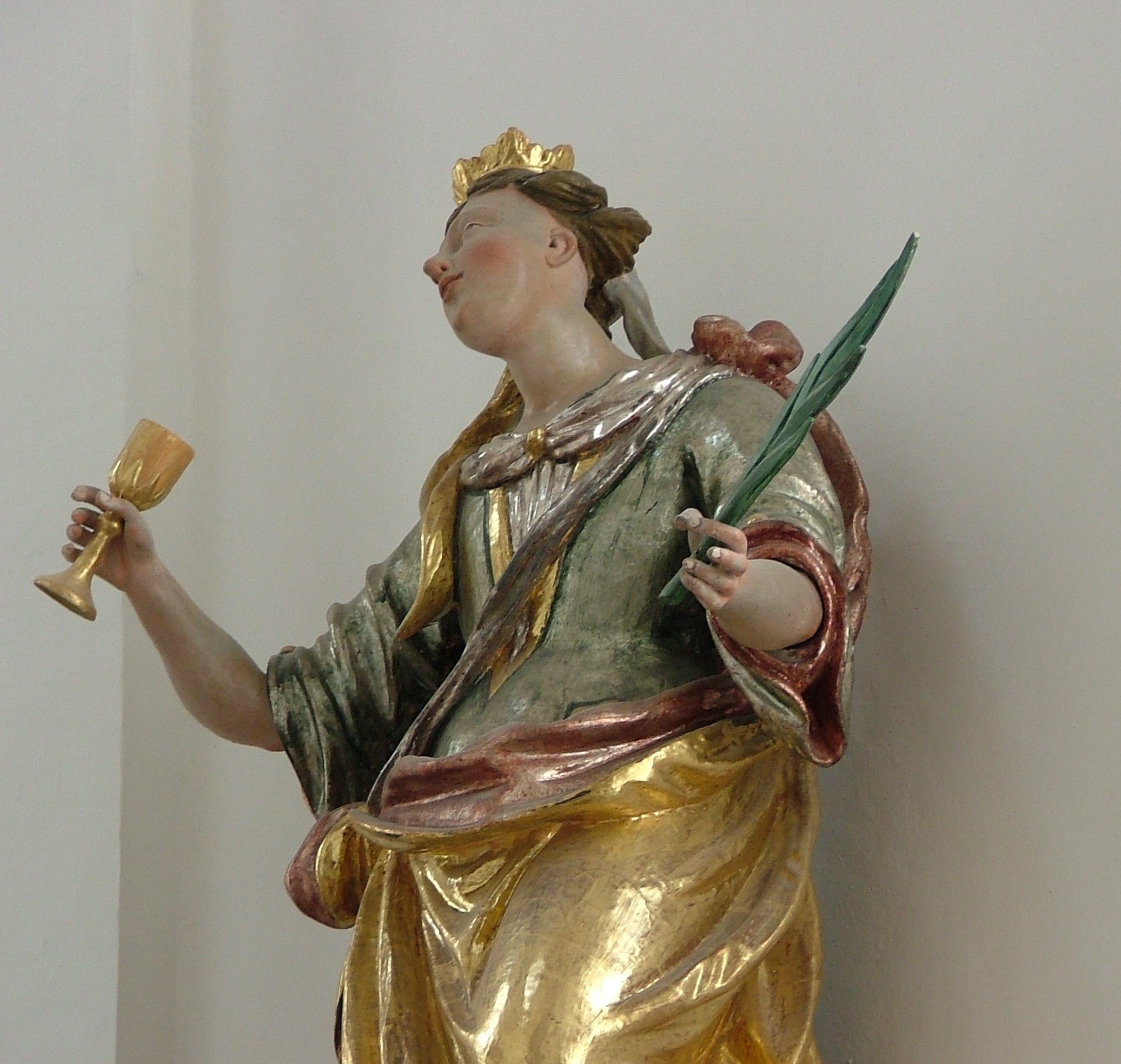
Heilige Barbara